# Aeroport de Menorca
L'Aeroport de Menorca està situat a uns 4,5 kilòmetres al sud-oest de Maó. Pertany a Maó . La seva naturalesa és eminentment turística, pels visitants de Menorca, amb un important trànsit xàrter que arriba als seus màxims nivells a l'estiu.
El 2017 es registrà un trànsit de 3.434.615 passatgers. L'aeroport té un tràfic turístic molt important que es concentra principalment els mesos de juliol, agost i setembre, a més de juny. El trànsit majoritari és internacional: Regne Unit, Alemanya i Itàlia. D'Espanya, les connexions més importants són amb Barcelona, Palma i Madrid. Els vols xàrter connecten Menorca amb la majoria dels països europeus, amb companyies com Thomsonfly, TUI Fly, Hapag Lloyd, Arkefly, Transavia Holanda, Holland International, Air France by HOP!, Alitalia express, SAS, Swiss, BA Cityflyer, Thomas Cook UK, MartinAir, Swiftair, Iberia regional, Air Europa, Iberia, TAP portugal, etc.

## Companyies aèries de vols regulars
| Aerolínia                         | Destinació |
| --------------------------------- | --- |
| Air Europa                        | Barcelona, Madrid |
| British Airways                   | Londres-City [de temporada] |
| EasyJet                           | Bristol [de temporada], Liverpool [de temporada], Londres-Gatwick [de temporada], Londres-Luton [de temporada], Newcastle [de temporada], Manchester [de temporada], Milà-Malpensa [de temporada], París-Charles de Gaulle [de temporada], Madrid [de temporada] |
| Iberia Express                    | Madrid |
| Iberia LAE operat per Air Nostrum | Eivissa, Madrid, Palma, València, Lleó, Valladolid, Marsella, Niça, Saragossa, Alacant, Màlaga, Sevilla, Lleida, Vigo i Burgos (des de Lleó fins Burgos són vols de temporada)                                                                                   |
| Jet2.com                          | Belfast-International [de temporada], Blackpool [de temporada], Edimburg [de temporada], Leeds/Bradford [de temporada], Newcastle [de temporada] |
| Swiss International Air Lines     | Zuric |
| TUIfly                            | Basilea/Mulhouse [de temporada], Düsseldorf [de temporada], Frankfurt, Hannover [de temporada], Stuttgart [de temporada] |
| Vueling Airlines                  | Barcelona, Roma [de temporada], Madrid [de temporada], Bilbao [de temporada], París-Orly [estiu 2013] |
| Ryanair                           | Barcelona, Madrid, València, Düsseldorf [de temporada] |

## Edifici Terminal i l'entorn de l'Aeroport de Menorca
La terminal actual de l'aeroport de Menorca fou remodelada i sobretot ampliada el 2009, i avui en dia té una capacitat de fins a més de quatre milions de passatgers per any. A la primera planta s'hi troba la zona de facturació, amb 43 taulells, un d'ells per equipatges especials, un restaurant-bar-cafeteria, una botiga de records de l'illa, una sala de jocs per a nens, una farmàcia, un caixer automàtic, terminals d'autofacturació de les companyies aèries d'Ibèria, WC's i taulells d'informació de l'aeroport i de les distintes companyies aèries.
A la planta baixa s'hi troba la zona d'arribada de l'aeroport, amb un bar, una botiga on s'ofereixen llibres, revistes i premsa, taulells de lloguers de cotxes, informació turística de Menorca, WC's, informació de touroperadors, sis cintes de recollida d'equipatge, dues d'elles dobles, aturades de bus i taxi a més de diferents controls de passaports, cintes mecàniques, zona de relax i un caixer automàtic. A la segona planta hi ha el control policial, el control de seguretat, el control de passaports, escales mecàniques (des de la primera planta fins a la segona, i des de la primera fins a la planta baixa), una zona comercial amb botigues i restaurants, una zona duty free (lliure d'imposts), vidrieres per veure la pista d'aterratges i enlairaments, WC's, una zona WIFI al bar de Café Ritazza i Dehesa Santa María, Zona de fumadors en dos terrats tancats, internet de pagament, màquines de jocs, sala infantil i 16 portes de sortida, 5 de les quals són amb finger, mentre que a les altres s'hi accedeix baixant per unes escales fins a la pista, on s'arriba a l'aparcament del bus que trasllada els passatgers fins a l'avió, la jardinera.
Abans que es construís el nou dic d'embarcament a la terminal de l'aeroport de Menorca, l'aeroport disposava de dues terminals o zones de sortida diferents situades en una mateixa zona en comú, al mateix edifici de la terminal. A la planta zero hi havia com ara la zona d'arribades, un bar, una farmàcia, touroperadors, informació de Menorca, caixers automàtics,, quatre cintes de recollida d'equipatges, una doble i oficines de lloguer de cotxes. A la primera planta hi havia 21 taulells de facturació, tres botigues a la zona pública i un bar-restaurant-cafeteria per tot el públic (el mateix que hi ha ara, avui en dia encara existeix, i és la cafeteria-bar més gran de l'aeroport), una zona infantil i dues zones de sortida amb dues entrades diferents, a la dreta se situava la zona de sortides nacionals, per als vols a Madrid, Barcelona, Mallorca i València, amb una petita botiga i unes tres portes de sortida, i a l'esquerra la zona de sortides internacionals, amb sis portes de sortida, una zona duty free i diversos restaurants i bars. A la planta segona, s'hi situava un restaurant i grill per tot el públic, i a l'esquerra, totalment independent, un altre restaurant, bar i cafeteria, el que era el més gran de l'aeroport, al que només s'hi podia accedir a partir de la sala de vols internacionals.